# Comunità montana della Maiella e del Morrone
La Comunità montana della Maiella e del Morrone (zona L) era stata istituita con la Legge Regionale 7 marzo 1977, n. 15 della Regione Abruzzo, che ne ha anche approvato lo statuto.

## Descrizione
È stata accorpata alla Comunità montana Montagna Pescarese dopo una riduzione delle comunità montane abruzzesi che sono passate da 19 ad 11 nel 2008. La Regione Abruzzo ha abolito la nuova Comunità montana insieme a tutte le altre comunità montane nel 2013. La Comunità montana aveva sede nel comune di Caramanico e comprendeva tredici comuni della provincia di Pescara:
- Abbateggio
- Bolognano
- Caramanico Terme
- Lettomanoppello
- Manoppello
- Popoli
- Roccamorice
- Sant'Eufemia a Maiella
- San Valentino in Abruzzo Citeriore
- Scafa
- Serramonacesca
- Tocco da Casauria
- Turrivalignani